# 그것만이 내 세상
《그것만이 내 세상》은 2018년에 개봉한  최성현 감독의 대한민국의 영화이다. 이병헌 등이 주연으로 출연하였고 윤제균 등이 제작에 참여하였다.

## 줄거리
우연히 17년 만에 헤어진 엄마 '인숙'(윤여정 분)과 재회한 '조하'(이병헌 분)는 한때 동양 챔피언까지 했던 잘 나가던 전직 복서이다. 그러나 지금은 오갈 데 없는 신세.
숙식을 해결하기 위해 엄마를 따라간 집에서 조하는 피아노에 뛰어난 재능을 가진 서번트증후군인 동생 '진태'(박정민 분)와 첫 대면을 하게 된다. 그리고 두 형제의 이야기가 시작된다.

## 캐스팅
- 이병헌 : 김조하 역
- 윤여정 : 주인숙 역
- 박정민 : 오진태 역
- 문숙 : 복자 역
- 최리 : 변수정 역
- 황석정 : 강실장 역
- 백현진 : 동수 역
- 조관우 : 문성기 역
- 박지훈 : 이태구 역
- 김서원 : 후배 역
- 홍석연 : 조하 부 역
- 이주영 : 은하 역
- 육진수 : 격투기 관장 역
- 김민건 : 격투 운동부원1 역
- 윤길중 : 격투 운동부원2 역
- 이정호 : 격투 운동부원3 역
- 차명욱 : 체육관 관장 역
- 류제승 : 복싱코치 역
- 유성주 : 고교생 챔피언 역
- 박주민 : 운동부원1 역
- 이상운 : 운동부원2 역
- 최민승 : 운동부원3 역
- 신동명 : 운동부원4 역
- 유정호 : 복지관 선생님 역
- 최종혁 : 복지관생 1 역
- 정승환 : 복지관생 2 역
- 신용철 : 복지관생 3 역
- 이소정 : 복지관생 4 역
- 김병춘 : 경비원 역
- 윤영균 : 파출소 경찰 역
- 문상희 : 포차 여사장 역
- 허지나 : 복자가드1 역
- 전지안 : 복자가드2 역
- 정윤하 : 복자가드3 역
- 오혜원 : 복자가드4 역
- 이성혜 : 복자 여기사 역
- 민영 : 복자집 내부집사 역
- 우혜영 : 복자집 하녀 역
- 임지민 : 문성기 비서 역
- 양준석 : 장대 고딩 역
- 유기호 : 고딩패거리1 역
- 서정우 : 고딩패거리2 역
- 박두수 : 레스토랑 매니져 역
- 백서이 : 레스토랑 직원 역
- 남정우 : 레코드가게 직원 역
- 박성훈 : 오토바이 사장 역
- 장혜리 : 수녀 역
- 임현주 : 성가대원 1 역
- 김현정 : 진료실 의사 역
- 이가정 : 진료실 간호사 역
- 손영진 : 병원장 역
- 안세현 : 공연장 안내 역
- 박세정 : 병원간부 역
- 김상욱 : 병원간부 역
- 조남현 : 병원간부 역
- 김유진 : VIP 진료실 간호사1 역

## 기타
- 제작총괄: 길영민
- 프로듀서: 주승환
- 프로듀서: 민경욱
- 제작이사: 이창현
- 제작실장: 염은하
- 제작부장: 김우영
- 제작부장: 안선유
- 제작부: 김구희
- 제작부: 이주용
- 제작부: 한지욱
- 제작부: 박재현
- 제작부: 정성운

## 수상
- 2018년 제38회 황금촬영상 연기대상 (이병헌)
- 2018년 제38회 황금촬영상 신인여우상 (최리)

## 같이 보기
- 2018년 대한민국의 영화 목록